# Mariam Kaba
Mariam Kaba (nacida el 9 de agosto de 1961) es una actriz franco-guineana.

## Biografía
Kaba nació en Kankan, Guinea, hija de Mohamed Ba Kaba, un diplomático y autor de libros sobre el Islam. Se mudó a Francia a principios de la década de 1980. Se inscribió en la École des nouveaux métiers de la communication a instancias de su padre. Asistió solo durante un año y gastó el dinero que su padre le envió en lecciones de actuación, estudiando con Isabelle Sadoyan.

## Carrera
Debutó en teatro como la esposa de Toussaint Louverture, junto a Benjamin Jules-Rosette, director del Théâtre noir de París. Poco después, consiguió un papel en la serie de televisión Marc and Sophie. 
En 1989, debutó como actriz de cine en la película Périgord noir, dirigida por Nicolás Ribowski. Interpretó a Maina, una joven que viaja a la región de Périgord para trabajar. En 1992, protagonizó su primera película africana, Blanc d'ébène, acerca de la Segunda Guerra Mundial, dirigida por Cheik Doukouré, como una enfermera. Más tarde ese mismo año, apareció en Samba Traoré del director Idrissa Ouédraogo. Volvió a colaborar con Doukouré en 1994, en Le Ballon d'or.
En 2000, interpretó a Pauline Lumumba, esposa del político Patrice Lumumba, en la película "Lumumba" del director Raoul Peck. Luchó por el papel porque estaba interesada en la historia.
Ha participado en más de 15 programas y películas de televisión francesas, como Navarro, Villa mon rêve, l'Avocate, Quatre cent sospechoss y Justice de femmes. Su actuación más controvertida fue en las películas para televisión de 2002 Fatou la Malienne y Fatou l'Espoir, dirigidas por Daniel Vigne. Kaba interpretó a la madre de Fatou, quien es obligada a contraer matrimonio involuntario. Su personaje desató el clamor en Malí y provocó que la abuchearan en la calle. Explicó que leyó el guion antes de conocer a la verdadera Fatou y nunca permitiría que su esposo le hiciera algo similar a su hija.

## Filmografía
- 1989 : Périgord noir como Maina
- 1989 : Vanille Fraise como la primera esposa de Hippolyte
- 1992 : Blanc d'ébène como Saly
- 1992 : Samba Traoré como Saratou
- 1994 : Le Ballon d'or como Fanta
- 1995 : Pullman paradis como Jeja Sembene
- 1997 : Saraka bô como la esposa de Marabout
- 1999 : ¡ Haut les cœurs!
- 2000 : Lumumba como Pauline Lumumba
- 2001 : Quand en sera grand
- 2001 : Paris selon Moussa como Mame Traoré
- 2005 : Africa Paradis como presidenta de la Asamblea Nacional
- 2006 : Le Grand Appartement como décima esposa de Oussamba
- 2009 : La Journée de la jupe como la madre de Mouss
- 2010 : Turk's Head como madre africana
- 2011 : Un Pas en avant como Gentivi
- 2011 : Polisse como mujer quejándose en la comisaría
- 2014 : Valentin Valentin como la hermosa africana
- 2016 : The Wedding Ring como detonante
- 2017 : Il a déjà tes yeux como Madame Cissé
- 2018 : Vaurien como Salamata